# Orthopristis chrysoptera
Orthopristis chrysoptera (Linnaeus, 1766), noto in italiano come pesce burro maculato, è un pesce osseo marino appartenente alla famiglia Haemulidae..

## Distribuzione e habitat
Orthopristis chrysoptera è diffusa nelle regioni temperate e subtropicali dell'oceano Atlantico occidentale a nord fino al Massachusetts e a sud fino a tutta la Florida e nel golfo del Messico fino allo Yucatán. È presente anche alle Bahamas e alle Bermuda. Nel 2020 un individuo subadulto di circa 16 cm di lunghezza è stato catturato nel mar Mediterraneo nel porto di Siracusa da un pescatore sportivo. Si è trattato indubbiamente di una involontaria introduzione da parte di una nave, anche considerando la località di rinvenimento all'interno di un importante porto industriale. Non ci sono dati che possano confermare l'esistenza di una popolazione riproduttiva nel Mediterraneo o nei mari europei.
È un pesce strettamente costiero che vive su fondi molli di sabbia o fango. Si incontra abbondantemente anche nei pressi di fondi duri compresi quelli artificiali, negli estuari, nelle lagune e nei canali. Popola le acque salmastre ma evita salinità troppo basse.
Vive tra 0 e 20 metri di profondità.

## Descrizione
O chrysoptera ha corpo mediamente allungato, compresso lateralmente e con dorso alto. Il muso è appuntito, lungo, la bocca è terminale e appena obliqua, di dimensioni medie. Le mascelle sono armate di piccoli denti appuntiti. Gli occhi sono posti in alto sulla testa e abbastanza vicini fra loro. Le scaglie sono piccole e coprono la base delle pinne; sono caratteristicamente disposte in linee oblique nella zona sopra alla linea laterale mentre sono in file orizzontali al di sotto. La pinna dorsale è lunga, con 12-13 raggi spiniformi deboli, l'origine è al di sopra di quella delle pinne pettorali o appena più avanti. La pinna anale è molto più breve della dorsale e ha 3 robusti raggi spinosi. La pinna caudale è ampia, biloba e ha il lobo superiore più sviluppato dell'altro. Le pettorali sono lunghe, le pinne ventrali hanno la base appena più indietro a quella delle pettorali. La colorazione è fondamentalmente bluastra con sfumature violacee sul dorso e i fianchi mentre nella regione ventrale è biancastra o argentea. Sulla testa e sulla parte superiore dei fianchi sono presenti punti e lineette dorati disposti in linee longitudinali non sempre ben distinte. La pinna dorsale è chiara con macchioline dorate o bronzee, la pinna caudale e le pettorali sono trasparenti mentre la pinna anale e le ventrali sono più scure; la pinna anale può essere macchiata di giallo. I giovanili hanno una colorazione più variegata degli adulti e possono avere delle evidenti linee longitudinali dorate o delle ampie barre scure verticali.
La taglia massima riportata è di 46 cm, la taglia media è attorno ai 30 cm. Il peso massimo noto è di 900 grammi.

## Biologia
Può vivere fino a 4 anni.

### Comportamento
Si tratta di un animale notturno. Forma banchi. Effettua migrazioni sia stagionali che durante il giorno o la notte per recarsi nelle aree di alimentazione.

### Alimentazione
Si nutre prevalentemente di pesci e crostacei, secondariamente cattura policheti, echinodermi, molluschi e altri invertebrati bentonici. I giovanili si cibano di detrito organico, materiale vegetale e zooplancton, soprattutto crostacei copepodi.

### Riproduzione
Si riproduce in mare aperto appena prima di effettuare la migrazione nelle acque costiere. Nel golfo del Messico depone le uova nella stagione estiva. Si riproduce al tramonto e gli esemplari di taglia maggiore si riproducono prima di quelli più piccoli. Le uova sono pelagiche e galleggianti, le larve si trovano in inverno e primavera in acque costiere e poco profonde. I giovanili sono costieri e vivono in prossimità del fondale, su fondi sabbiosi. La maturità sessuale viene raggiunta a due anni.

### Predatori
Viene riportata in letteratura la predazione su questa specie da parte di Antennarius ocellatus, Rhizoprionodon terraenovae, Cynoscion nebulosus e Cynoscion regalis. Si tratta di un'importante risorsa trofica per un gran numero di predatori costieri.

## Pesca
Ha un'importanza modesta per la pesca commerciale, mentre è una preda comune per i pescatori sportivi e viene usata spesso come esca. Viene catturato come bycatch durante la pesca ai gamberi con le reti a strascico. Le carni sono considerate di buona qualità.

## Conservazione
Questa specie è abbondante nell'areale e, anche se è soggetta a un certo sforzo di pesca per essere usata come esca e come cattura accessoria, le popolazioni non mostrano segni di rarefazione. Per questo la lista rossa IUCN classifica la specie come "a rischio minimo".